# Fares Manaa
Fares Mohammed Manaa (em árabe: فارس محمد مناع; nascido em 8 de fevereiro de 1965) é um importante traficante de armas iemenita, empresário, comandante rebelde e político. Afirma-se que ele é o traficante de armas mais famoso do Iêmen. Manaa nasceu em 8 de fevereiro de 1965, na cidade nortista de Sadá. Era aliado do presidente iemenita Ali Abdullah Saleh e membro de seu partido governante Congresso Geral do Povo  e serviu como chefe de seu comitê presidencial e como chefe de um conselho local encarregado de mediar um acordo de paz entre o governo iemenita e os Houthis durante a insurreição xiita no Iêmen. Seu irmão era o governador da província de Saada na época.
Seu nome foi colocado em uma lista do Conselho de Segurança das Nações Unidas de pessoas acusadas de tráfico de armas para o grupo insurgente islamista somali Al-Shabaab, que é considerado uma organização terrorista pelos Estados Unidos e acusado de fazer parte da Al-Qaeda. Isso fez com que seus ativos fossem congelados pelo Departamento do Tesouro dos Estados Unidos. Ele também foi acusado de receber milhões em fundos do então governante líbio Muammar Gaddafi, de espionar para a Líbia e de fornecer armas aos Houthis. Manaa negou estas acusações, alegando que as armas tinham sido roubadas pelos houthis de um depósito de armas de sua propriedade. Em outubro de 2009, foi colocado no topo de uma lista negra de traficantes de armas iemenitas, após a qual foi colocado sob vigilância.
No final de janeiro de 2010, Manaa foi preso pelas autoridades iemenitas, levando a protestos em Sa'dah por parte de chefes tribais e à renúncia de seu irmão, Hassan Manaa, do cargo de governador. Em Maio, um condutor de um micro-ônibus foi morto e um policial e uma mulher civil ficaram feridos quando um grupo de homens de Manaa atacou o carro no qual ele estava a ser transportado para um tribunal penal. Isso resultou no adiamento de seu julgamento em 25 dias. Ele acabou sendo libertado em 4 de junho, após o que suas relações com o presidente Saleh azedaram.
Em 19 de março, os Houthis atacaram a cidade de Sa'dah, iniciando uma batalha com membros da tribo al-Abdin pró-governo, liderados pelo legislador iemenita Sheikh Othman Majali. Durante a batalha, os rebeldes uniram forças com Fares Manaa e após sua vitória, criaram um comitê local, composto por rebeldes, residentes e comandantes militares desertores, que o nomeou como o novo governador de Sa'dah em 26 de março, depois que o governador pró-Saleh Taha Hajer fugiu para a capital Sanaa. Ele liderou a administração independente dos houthis na província de Saada até dezembro de 2014.